# Nicolae Golescu

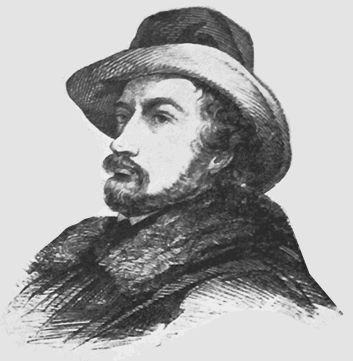
Nicolae Golescu

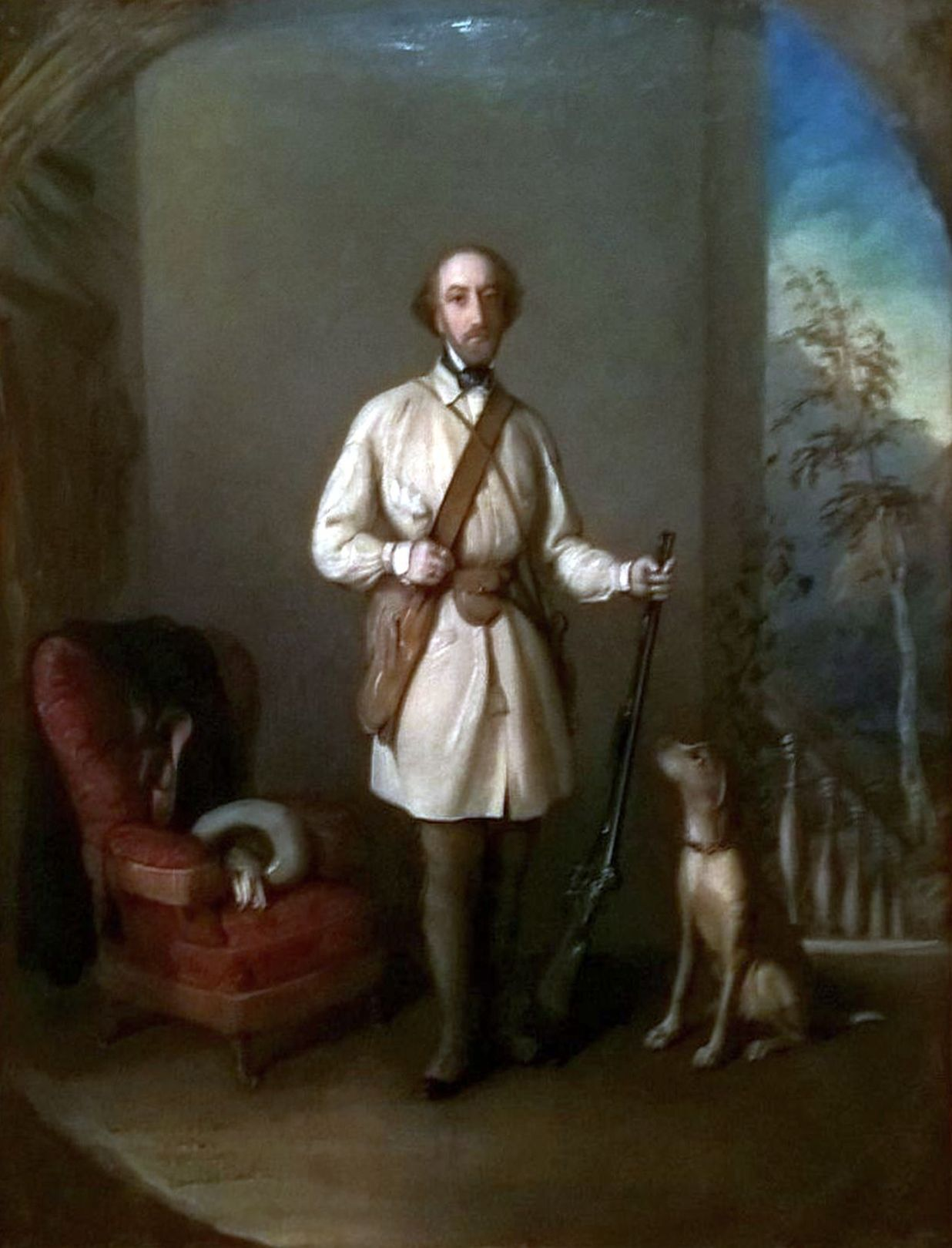
Portret Golescu pędzla Constantina Daniela Rosenthala

Nicolae Golescu (ur. 1810, zm. 1877) – rumuński (wołoski) polityk, który piastował stanowisko premiera Rumunii od maja do listopada 1868 roku.

## Życiorys

### Wczesne lata
Urodził się w bojarskiej rodzinie Golescu, w miejscowości Câmpulung. Był synem Dinicu Golescu, uczył się wraz z trzema swoimi braćmi w Szwajcarii. Nicolae i jego brat Ștefan powrócili jednak w 1830 roku i dołączyli do armii. Nicolae został majorem w 1834 roku.
W tym samym roku wstąpił do Stowarzyszenia Filharmonicznego, grupy zbliżonej do masonerii. W 1840 roku był oskarżycielem w sprawie spisku Mitică Filipescu, a później zajmował stanowisko ministra spraw wewnętrznych Wołoszczyzny.
W 1842 roku Wołoszczyzna znajdowała się pod protektoratem Imperium Rosyjskiego, a Nicolae Golescu próbował uzyskać od cara Mikołaja I zgodę na objęcie tronu księcia Wołoszczyzny. Nie udało mu się to jednak, pozostał na stanowisku ministra spraw wewnętrznych do 1847 roku. W tym czasie zaczął brać udział w zebraniach różnego rodzaju rewolucyjnych stowarzyszeń.
Przyłączył się do radykalnych liberałów, którzy w 1848 roku byli częścią komitetu rewolucyjnego, razem z Ionem Ghicą, Nicolae Bălcescu, Ionem Heliade-Rădulescu i innymi (włączając w to brata Ștefana i kuzyna Alexandru G. Golescu).

### Rozgłos
Po wybuchu rewolucji wołoskiej w Bukareszcie 11 czerwca 1848 roku, Nicolae Golescu został ministrem spraw wewnętrznych w prowizorycznym rządzie. Następnie wraz z Aną Ipătescu stanął na czele pochodów cywilów w obronie idei rewolucyjnej, która została zagrożona przez spisek konserwatystów (19 czerwca).
Jednakże 25 czerwca rząd został zmuszony do podania się do dymisji pod presją Imperium Osmańskiego, we wrześniu wojska osmańskie podjęły interwencję zbrojną. Nicolae Golescu musiał z tego powodu udać się na wygnanie. Po powrocie, w latach 50. XIX wieku wspierał dążenia Aleksandra Jana Cuzy do objęcia tronu zjednoczonych Wołoszczyzny i Mołdawii.
W 1866, po przyłączeniu się do sojuszu liberałów i konserwatystów przeciwko reżimowi Cuzy, przez krótki czas Golescu był jednym z regentów. Później został ministrem spraw zagranicznych i członkiem Partii Liberalnej Iona Brătianu, założonej w czasie panowania Karola I.